# 宮花もも
宮花 もも（みやはな もも、1996年〈平成8年〉10月15日 -  ）は、日本のアイドル。埼玉県川越市出身（出生地は北海道）。ハニースパイスRe.メンバー。お掃除ユニット川越CLEAR'Sの元メンバー。アイドルユニット「ゆめみどき」の元プロデューサー兼メンバー。旧芸名は成宮もも。

## 略歴

### 2014年
- 11月14日、成宮ももとして川越CLEAR'Sに加入。

### 2015年
- 9月8日、ヴィレッジヴァンガード VV magazine vol.14 カバーモデルに選ばれる。

### 2017年
- 7月22日、川越CLEAR'Sを卒業。
- 9月17日、ソロ活動を始める。

### 2018年
- 1月25日、いちごアソシエイツ2018に選ばれる。
- 1月26日、自身をプロデューサーとしてアイドルグループを発足することを発表。
- 2月16日、初のグラビアBlu-ray＆DVD「キュートなピーチパイ」を発売[5]。
- 4月15日、川越アトレマルヒロスペースセブンにて川越発のご当地アイドル「ゆめみどき」の初お披露目ライブで動員100人以上を記録。
- 4月16日、2018ミス・アース・ジャパン埼玉　審査委員特別賞受賞。
- 4月17日、女性誌メル mer 2018 6月号に起用。
- 4月22日、川越コレクション2018 Spring & Summerモデル起用。

### 2019年
- 1月14日、自身がプロデュースを手掛けるアイドルグループユニット「ゆめみどき」の研修生ユニット「ゆめけん」を初お披露目。
- 4月、「ゆめみどき」を卒業。
- 5月1日、宮花ももに改名。ハニースパイスRe.プレデビュー。
- 5月21日、ハニースパイスRe.デビューワンマンライブ。

### 2020年
- 1月7日、「Cream」2020年2月号にて、初めて雑誌の表紙及び巻頭グラビアを飾る[6][7]。
- 5月14日、「サキドルエースSURVIVAL SEASON10」にエントリー[8][9][10][11]。
- 10月15日、YouTubeチャンネルを開設[12]。
- 11月24日、『週刊FLASH』のグラビアに登場[13][14][15]。

### 2021年
- 4月1日、株式会社トイプラから株式会社プリュに移籍[16]。

### 2022年
- 7月にはTOKYO GRAVURE IDOL FESTIVAL選抜アイドルの一人として『FLASH』掲載権を獲得した[17]。
- 12月24日、TOKYO DOME CITY HALLでのライブをもってハニースパイスRe.を卒業[18]。

### 2023年
- 光文社『FLASH』2023年3月28日/4月4日合併号にて裸身を披露[19]。
- 6月15日、メイビーMEに加入[20]。
- 12月29日、2024年2月4日に開催のライブ「Fabulous Night SP!!」をもってメイビーMEを卒業することを発表[21]。
- 2024年4月30日、SHIBUYA STREAM Hallで行われるライブより、ハニースパイスRe. 新メンバーとして再加入[22]。同年6月には2年ぶりにイメージビデオを発売する[23]。

## 人物
- 愛称は「みやもも」。ファンの総称は「もも組」である。
- 趣味はピアノ[24]、ギターなど楽器演奏[13][15]。中学のころは吹奏楽部でフルートをやっていた[25]。2020年現在は、ギターを本格的に毎日30分は触るようにしている[26]。初めて作詞作曲を手がけた曲は「虹」[27]。
- 自他ともに認める食いしん坊であり、好きな食べ物は、麺・寿司・タピオカ・栄養ドリンクである。苦手な食べ物は、ナッツ類全般・豆類全般・甘すぎるもの。好きな色はメンバーカラーでもある淡いピンクに加えて、白黒のモノトーン。憧れの女性は新垣結衣[13][15]。
- 「ゆめみどき」在籍時のキャッチコピーは「ほんわか ふんわり 桃色担当 日々成長中! ぽんこつリーダー アイドル道突っ走っていきます!」であり、楽曲作成、衣装デザインも手掛けていた。研修生ユニット「ゆめけん」のプロデュースでも手腕を発揮した。

## モデル
- RENTAL KIMONO かんだ
- 2018ミス・アース・ジャパン埼玉 審査委員特別賞
- 川越コレクション2018 Spring & Summerモデル起用

## メディア
- 「mer（メル）」女性ファッション雑誌、2018年6月号
- 「Cream」2020年2月号、表紙・巻頭グラビア・付録ピンナップ・付録DVD
- 「Cream」2020年4月号、表紙・巻頭グラビア・付録ピンナップ・付録DVD

## 作品

### シングル
- はじめまして記念日（2018年10月17日、SWEET AILE）ゆめみどき名義。表題曲、「ぎゅっ」、「きみとわたしのものがたり」、「すききらい」収録。

### 楽曲
- 「ぎゅっ」（作詞：成宮もも/作曲：成宮もも/編曲：イシカワタクミ）
- 「きみとわたしのものがたり」（作詞：成宮もも/作曲：成宮もも/編曲：イシカワタクミ）
- 「すききらい」（作詞：成宮もも/作曲：成宮もも/編曲：イシカワタクミ）
- 「はじめまして記念日」（作詞：成宮もも/作曲：成宮もも/編曲：イシカワタクミ）
- 「Only you!」（作詞：成宮もも /作曲：成宮もも/編曲：イシカワタクミ）
- 「夢見るシンデレラ」（作詞：成宮もも/作曲：成宮もも/編曲：イシカワタクミ）
- 「やきもちべーしょん」（作詞：成宮もも/作曲：成宮もも/編曲：イシカワタクミ）
- 「いつかまた」（作詞：成宮もも/作曲：成宮もも/編曲：イシカワタクミ）

### イメージビデオ
成宮もも
- キュートなピーチパイ（2018年2月16日、グラビジョン）[28]

宮花もも
- MOMO SPICE（2021年6月25日、リバプール）[動画 2]
- なちゅらるもも（2022年10月21日、竹書房）[29]
- クロ・ピーチ（2024年6月26日、スパイスビジュアル）[23]

## 書籍

### デジタル写真集
- 宮花もも「MOMO SPICE」 アイドルニッポン（2021年6月23日、リバプール）ASIN B0BCKS5CBP
- Momo more: 宮花ももフォトブック アザーカット集（2022年1月23日）ASIN B09R1NZPW8
- 宮花もも「素もも。〜前編〜」（2022年11月24日）ASIN B0BNC7ZM9Q
- 宮花もも「素もも。〜後編〜」（2022年12月26日）ASIN B0BR4ZX96Z
- 宮花もも『Kiss You』（2024年9月23日、スパイスビジュアル）ASIN B0CW17MNYZ

### 動画
1. ↑  【女性が歌う】ぎゅっと / もさを。covered by 桃 - YouTube（2020年10月15日）2025年7月23日閲覧。
2. ↑  『宮花もも「MOMO SPICE」』（YouTube）アイドルニッポン公式YouTubeチャンネル、2021年6月24日。2023年12月30日閲覧。